# Le Marécage (film, 1977)
Pour les articles homonymes, voir Le Marécage.
Pour plus de détails, voir Fiche technique et Distribution.
Le Marécage (Трясина) est un film soviétique réalisé par Grigori Tchoukhraï, sorti en 1977,.

## Fiche technique
- Photographie : Mikhail Demurov, Youri Sokol
- Musique : Mikhail Ziv
- Décors : Konstantin Stepanov